# Listă de traducători români ai operei lui Shakespeare
Această listă cuprinde traducători români ai operei lui William Shakespeare, în limba română:
| Traducători; denumirea piesei | Traducători; denumirea piesei |
| ----------------------------- | --- |
| Nicolae Argintescu-Amza       | Sonete; Poeme; Venus și Adonis; Necinstirea Lucreției; Phoenix și turtureaua; Jeluirea îndrăgostitei; Pelerinul îndrăgostit |
| Toma Bagdat                   | Romeo și Julieta; Othelo |
| Vlaicu Bârna                  | Nevestele vesele din Windsor |
| Dan Botta                     | Regele Ioan |
| Vasile Demetrius              | Hamlet, Macbeth |
| Ioana Diaconescu              | Henric al VI-lea, partea I - Antoniu și Cleopatra (împreună cu Horia Gârbea) |
| Dorin Dron                    | A douăsprezecea noapte |
| Dan Duțescu                   | Richard al III-lea – Hamlet (împreună cu Leon Levițchi) - Comedia erorilor (împreună cu Ion Frunzetti) - Titus Andronicus - Henric al IV-lea, Partea I |
| Ion Frunzetti                 | Sonete - Comedia erorilor (împreună cu Dan Duțescu) - Zadarnicele chinuri ale dragostei (împreună cu Dan Grigorescu) - Totu-i bine când se sfârșește cu bine |
| Gala Galaction                | Neguțătorul din Veneția |
| Horia Gârbea                  | Vis de-o noapte-n miezul verii – Negustorul din Veneția - Henric al VI-lea, partea a III-a - Richard al III-lea - Macbeth - Antoniu și Cleopatra (împreună cu Ioana Diaconescu) - Julius Caesar (împreună cu Lucia Verona) - Coriolanus (împreună cu George Volceanov) - Zadarnicele chinuri ale dragostei (împreună cu Lucia Verona) - Titus Andronicus - Henric al VIII-lea (împreună cu Lucia Verona) |
| Mihnea Gheorghiu              | Regele Lear - A douăsprezecea noapte - Cei doi tineri din Verona - Visul unei nopți de vară |
| Tașcu Gheorghiu               | Pericle |
| Dan Grigorescu                | Visul unei nopți de vară - Poveste de iarnă - Henric al VIII-lea |
| Petre Grimm                   | |
| Dan Amedeo Lăzărescu          | Îmblânzirea scorpiei |
| Leon Levițchi                 | Hamlet (împreună cu Dan Duțescu) – Timon din Atena – Furtuna - Mult zgomot pentru nimic - Troilus și Cresida - Măsură pentru măsură - Antoniu și Cleopatra - Cymbeline |
| Florian Nicolau               | |
| Violeta Popa                  | Sonete – Îmblânzirea scorpiei - Cum vă place - Poveste de iarnă |
| Dragoș Protopopescu           | |
| Barbu Solacolu                | Henric al VI-lea (părțile I, a II-a și a III-a) |
| Petre Solomon                 | Neguțătorul din Veneția |
| Adolphe Stern                 | |
| Vladimir Streinu              | Hamlet |
| Radu Ștefănescu               | Sonnets . Sonete Parallel Texts |
| Virgil Teodorescu             | Romeo și Julieta – Cum vă place |
| Gheorghe Tomozei              | Sonete |
| Lucia Verona                  | Troilus și Cresida – Doi tineri din Verona - Henric al VI-lea, partea a II-a - Mult zgomot pentru nimic- Othello- Julius Caesar (împreună cu Horia Gârbea) |
| Tudor Vianu                   | Iuliu Cezar - Antoniu și Cleopatra - Coriolan |
| Ion Vinea                     | Henric al V-lea – Othello – Macbeth |
| George Volceanov              | Eduard al III-lea - Timon din Atena - Furtuna - Hamlet - Măsură pentru măsură - Comedia erorilor - Doi veri de stirpe aleasă - Nevestele vesele din Windsor - Richard al II-lea - Henric al IV-lea, partea I - Regele Lear - Pericle - Cardenio (împreună cu Lucia Verona) - Sir Thomas More (împreună cu Lucia Verona, Anca Ignat și Alexandru M. Călin) - A douăsprezecea noapte - Regele Ioan         |